# Turó Gros (el Brull)
El Turó Gros és una muntanya de 1.541 metres que es troba entre els municipis del Brull i de Viladrau, a la comarca d'Osona.